# Jacek Filipowicz

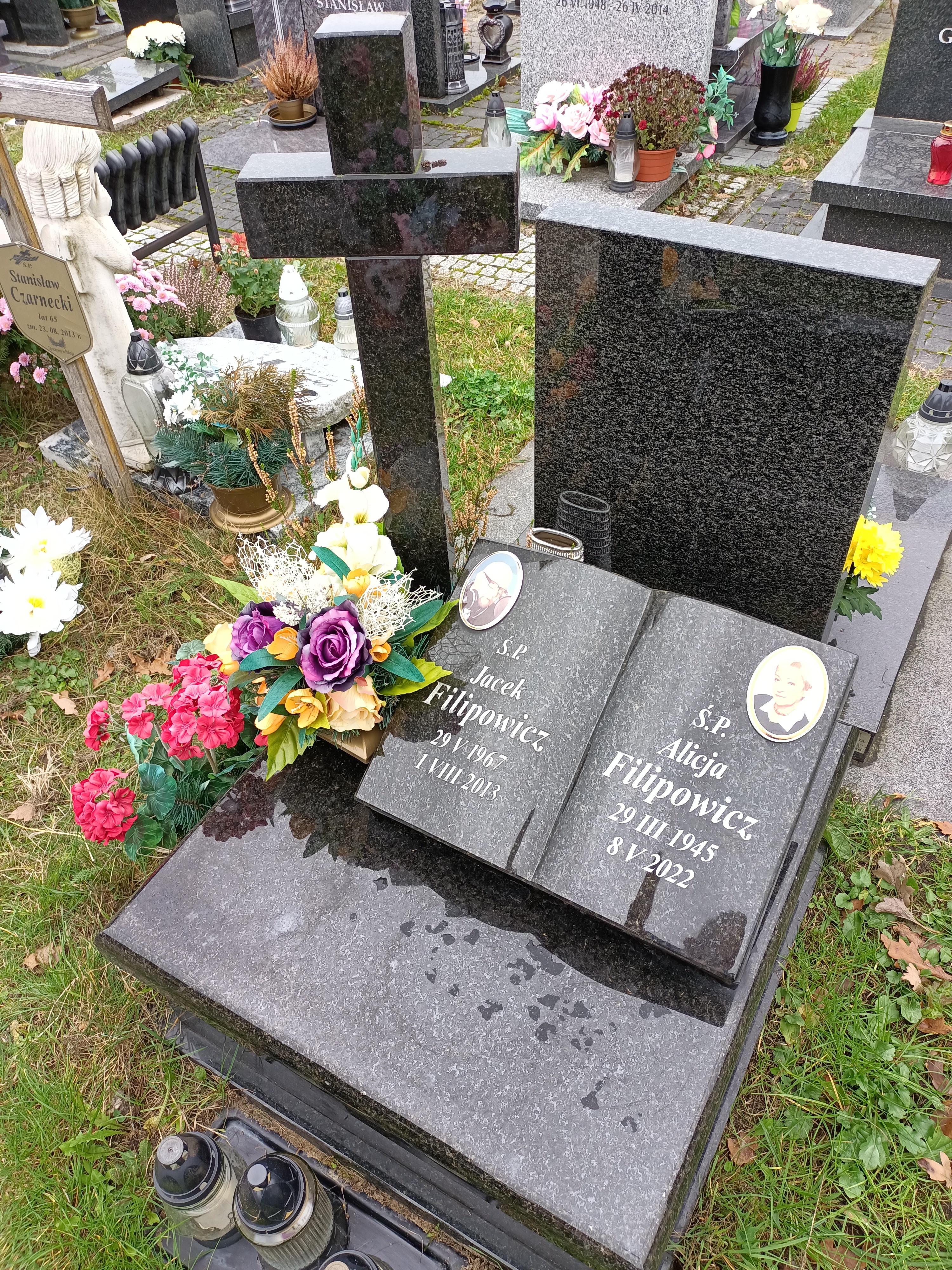
Grób Jacka Filipowicza na Cmentarzu Komunalnym Północnym w Warszawie

Jacek Filipowicz (ur. 29 maja 1967, zm. 1 sierpnia 2013) – polski dziennikarz radiowy i specjalista marketingu politycznego, pracownik Kancelarii Prezesa Rady Ministrów, dyrektor Centrum Informacyjnego Rządu.
Przez czternaście lat był dziennikarzem Radia dla Ciebie, ostatnią audycją jaką prowadził były cykl Felietony historyczne. Współautor książki Komunikatorzy. Wpływ, wrażenie, wizerunek pod red. Andrzeja Drzycimskiego (Wydawnictwo Branta, Warszawa 2000, ISBN 83-905106-6-9). Wykładowca w Wyższej Szkole Komunikowania i Mediów Społecznych im. Jerzego Giedroycia w Warszawie. Zmarł po długiej chorobie w nocy z 31 lipca na 1 sierpnia 2013 r.